# Karschia cornifera
Espèce
Karschia cornifera est une espèce de solifuges de la famille des Karschiidae.

## Distribution
Cette espèce est endémique du Turkménistan.

## Description
Le mâle holotype mesure 14 mm.

## Publication originale
- Walter, 1889 : Transkaspische Galeodiden. Zoologische Jahrbèucher. Abteilung fèur Systematik, Geographie und Biologie der Tiere, vol. 4, no 1, p. 1095-1109 (texte intégral).